# 安蒂洛普鎮區 (內布拉斯加州霍爾特縣)
安蒂洛普鎮區（英語：Antelope Township）是位於美國內布拉斯加州霍爾特縣的一個行政鎮區。

## 地方資料
安蒂洛普鎮區的面積為93.36平方千米，當中陸地面積為93.06平方千米，而水域面積為0.00平方千米。根據2020年美國人口普查的數據，當地共有人口30人，而人口密度為每平方千米0.32人。